# Петерссен, Эйлиф
Ялмар Эйлиф Эммануэл Петерссен (нюнорск Hjalmar Eilif Emmanuel Peterssen, 4 сентября 1852, Осло — 29 декабря 1928, Люсакер, Берум) — норвежский художник.

## Жизнь и творчество
Эйлиф  Петерссен родился 4 сентября 1852 года в городе Осло. 
В 1869—1870 изучал живопись в художественной школе, открытой в Христиании живописцем Юханом Фредериком Эккерсбергом. 

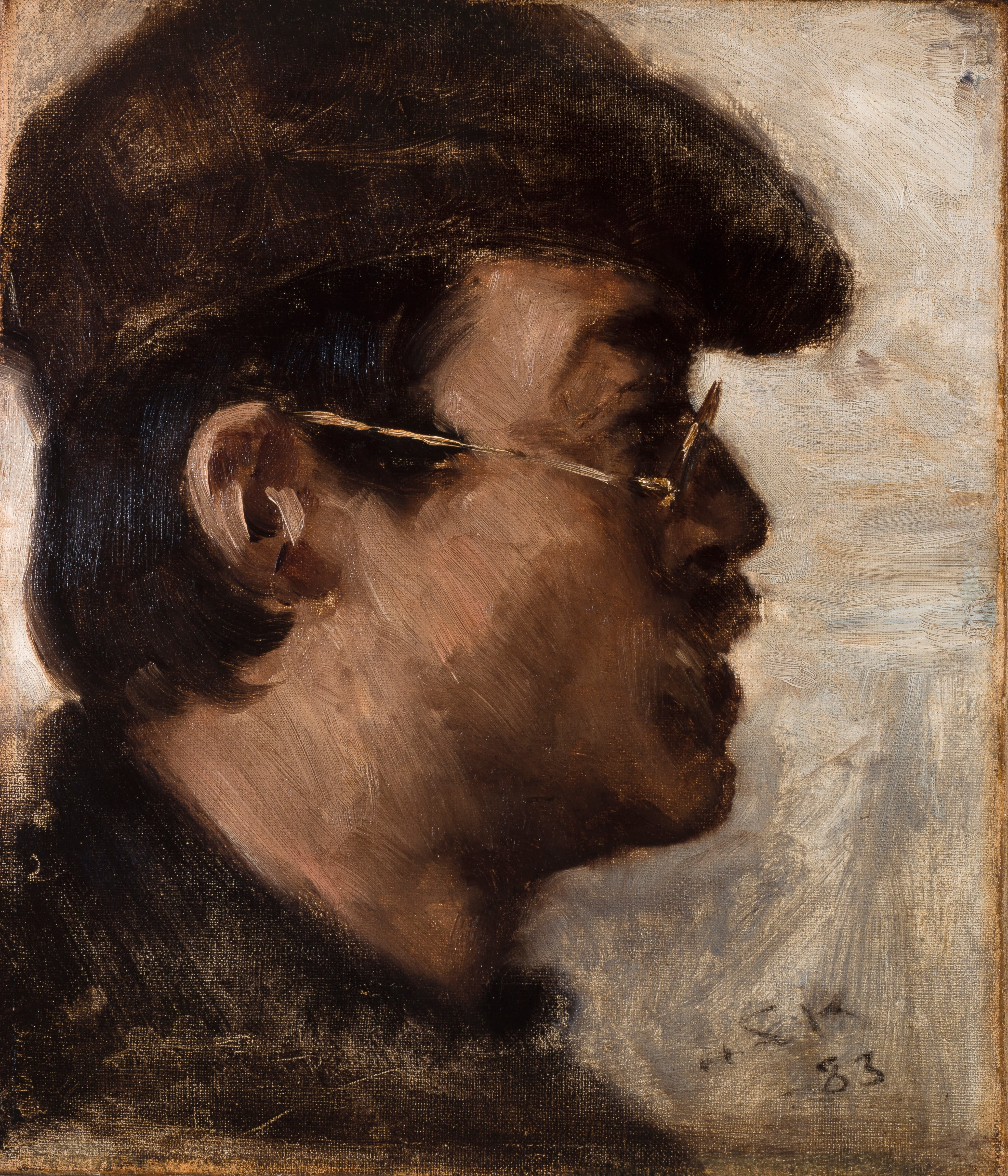
Эйлиф Петерссен
(худ. Педер Северин Кройер)

В 1871 поступил в Королевскую художественную академию в Осло, некоторое время учился у художника Кнуда Бергслина. Продолжил обучение в Германии — в Карлсруэ (1871—1873) и, совместно со своим товарищем-художником Хансом Хейердалом, в Мюнхене (1873—1875), под руководством Вильгельма Дица. В этот же период посетил Лондон, Париж и — многократно — Италию. Многие его полотна посвящены пребыванию на фарерском острове Сандё.
Эйлиф Петерссен был также одним из крупнейших знатоков европейского искусства и истории искусства. В свои поздние творческие годы имел учеников, и среди них следует назвать таких художников, как Август Эйебакке, Китти Килланд и Харальд-Оскар Зольберг.
Ялмар Эйлиф Эммануэл Петерссен скончался 29 декабря 1928 года в Люсакере (Берум).

## Избранные работы Петерссена
- Ноктюрн, 1887, Стокгольм, Национальный музей
- Летняя ночь, 1886, Мюнхен, Пинакотека
- Ночь на острове Сандё, Осло, Национальный музей (1884)
- Портрет Гарриет Бакер, 1878
- Портрет Генрика Ибсена, 1876.

## Галерея

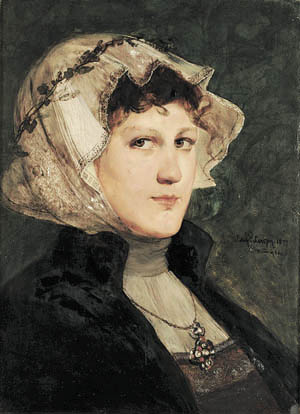
Квеннка (1877)
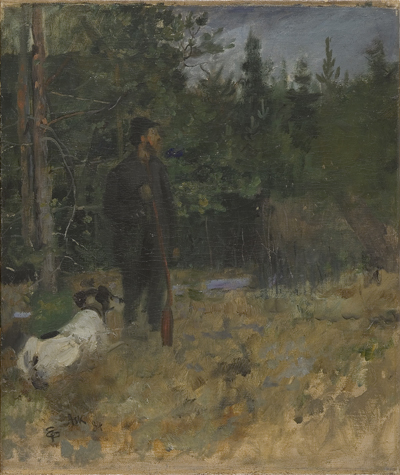
Охотник с собакой в лесу (1884)
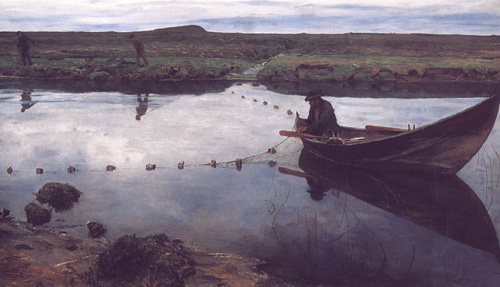
Рыбаки на озере (1889)
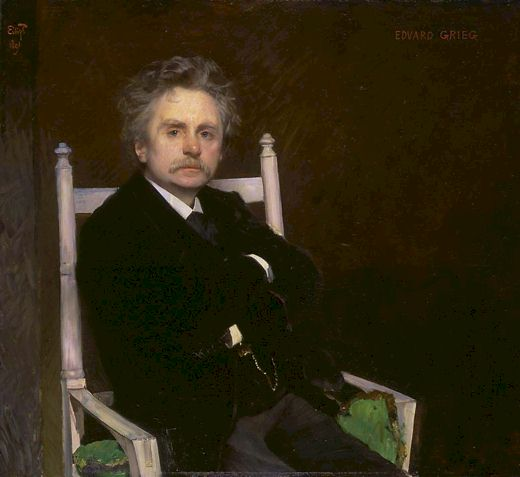
Портрет Эдварда Грига (1891)
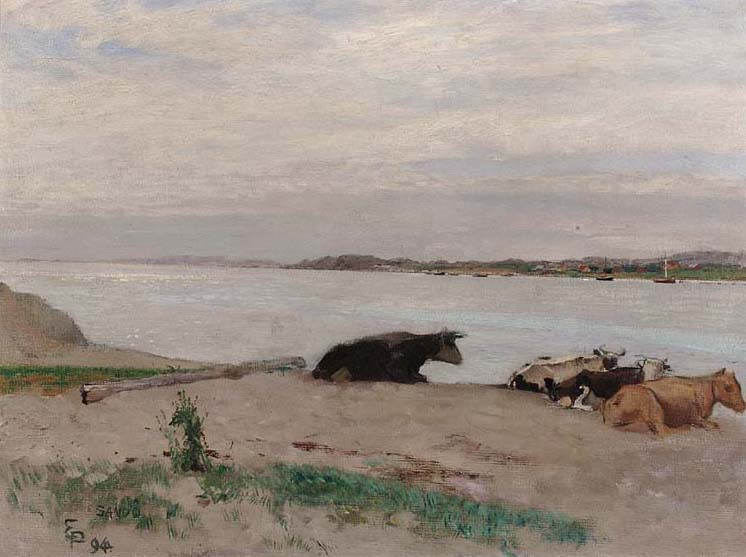
Сандё (1894)
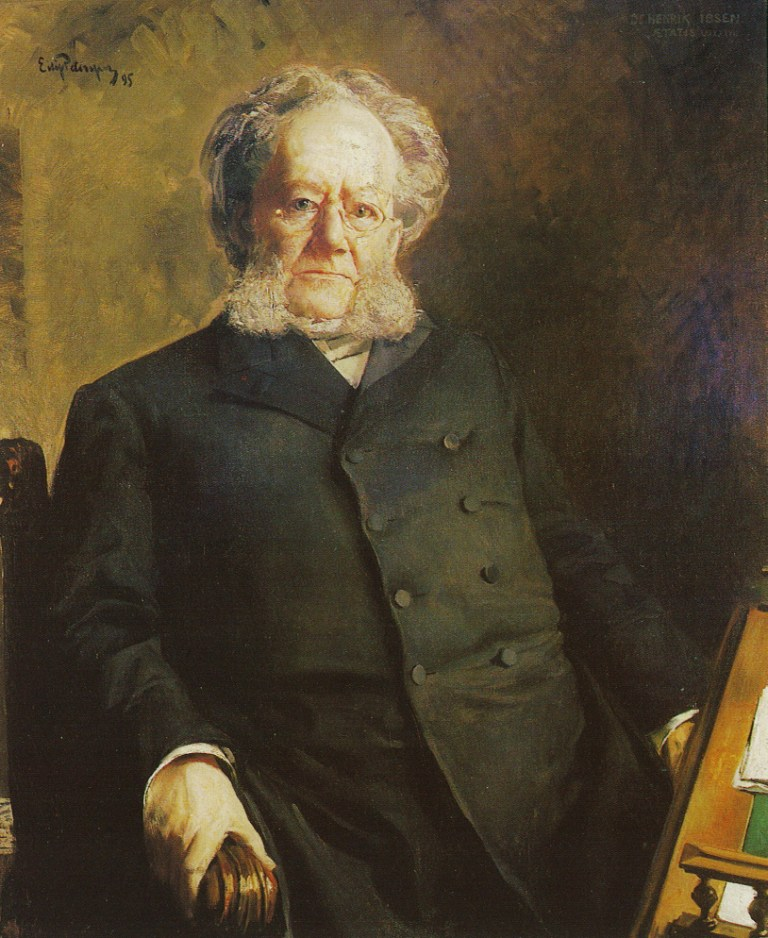
Портрет Генрика Ибсена (1895)
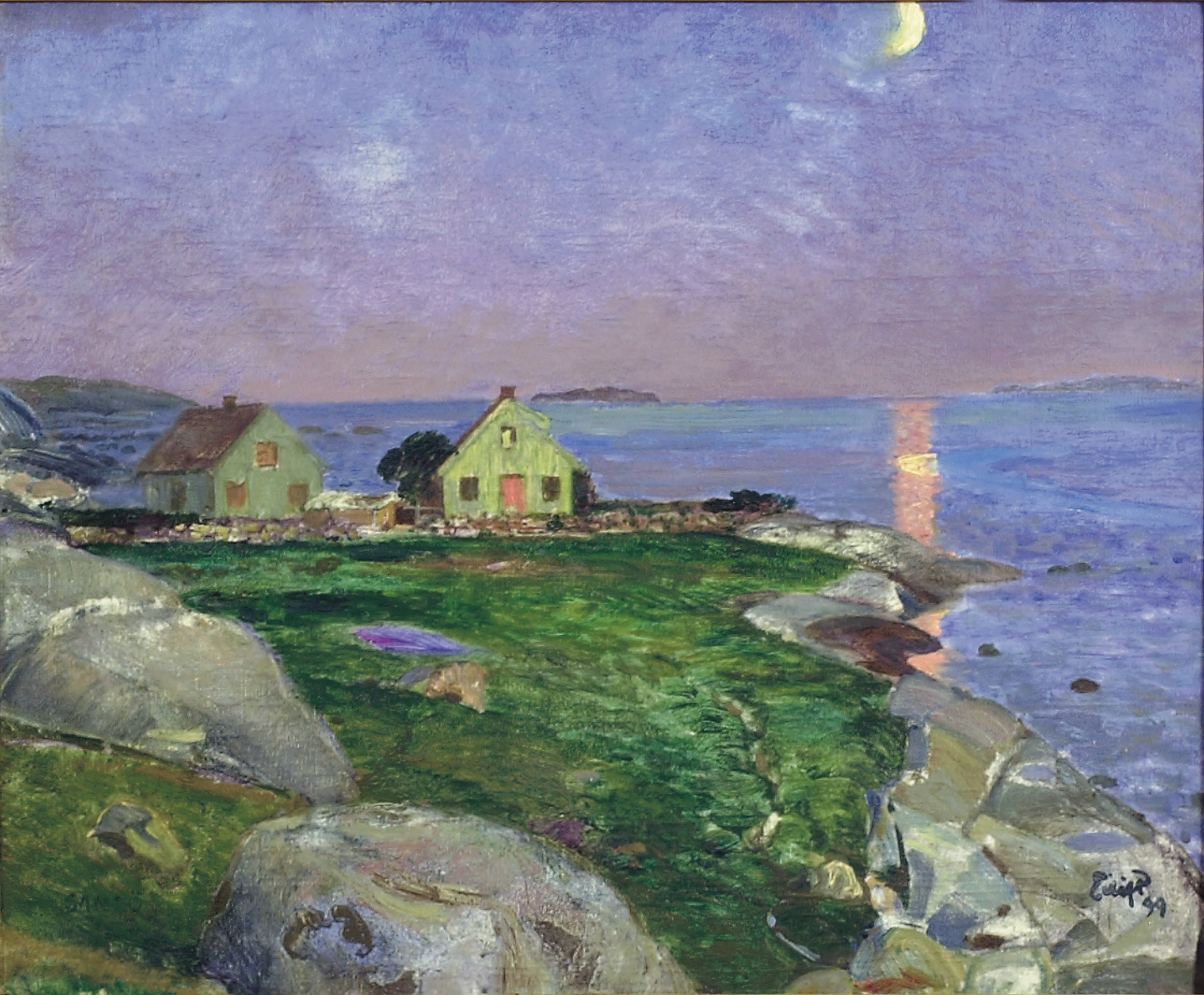
Сандё (1899)
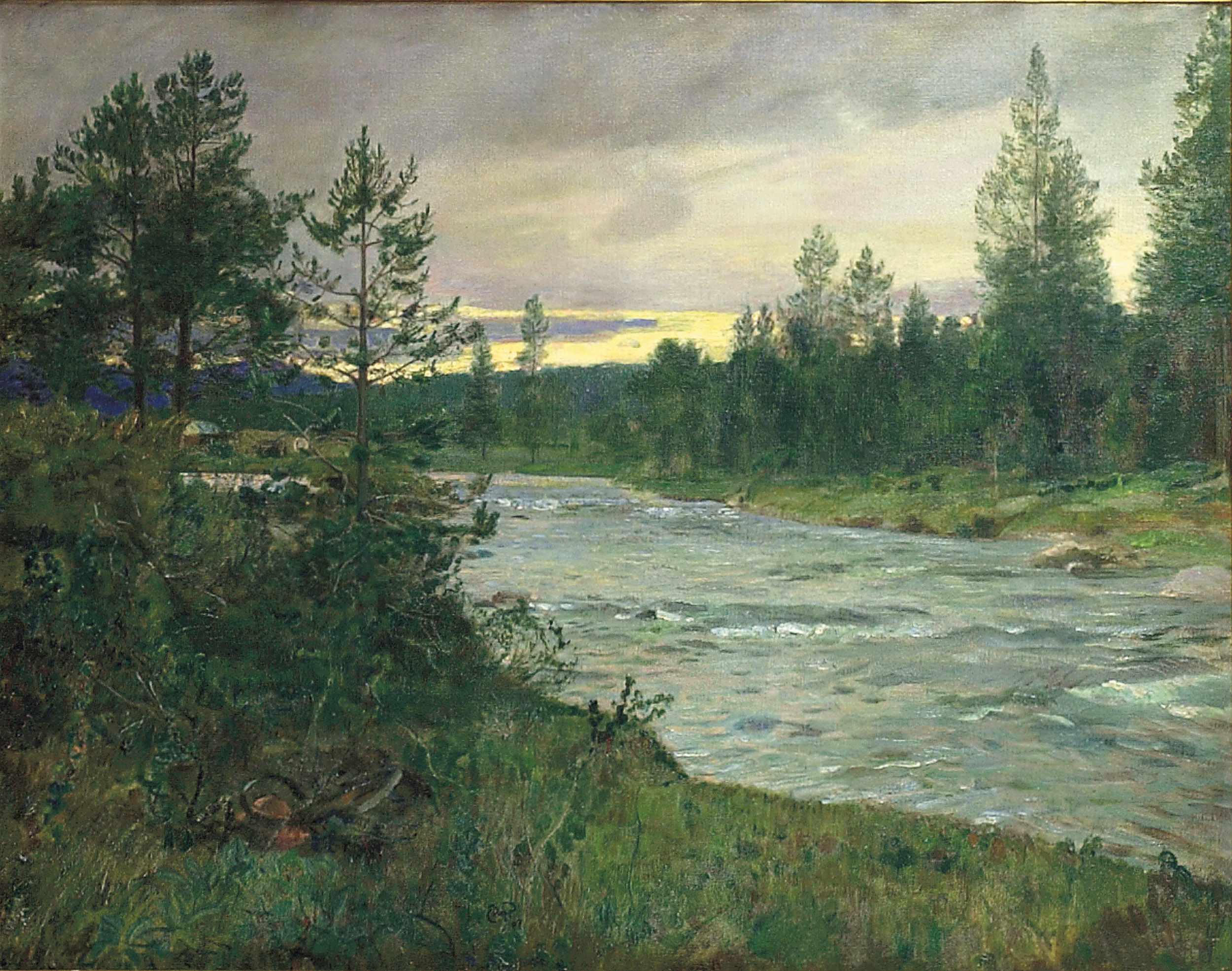
Ночь на острове Сандё (1907)
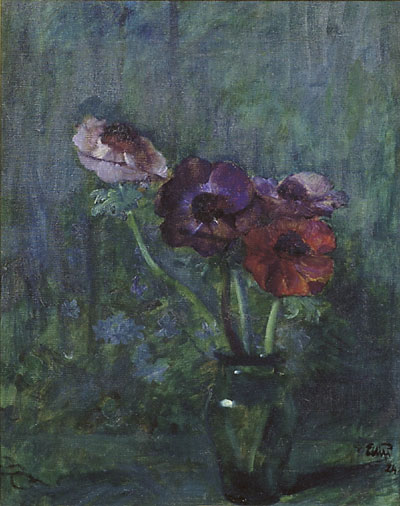
Анемоны (1924)
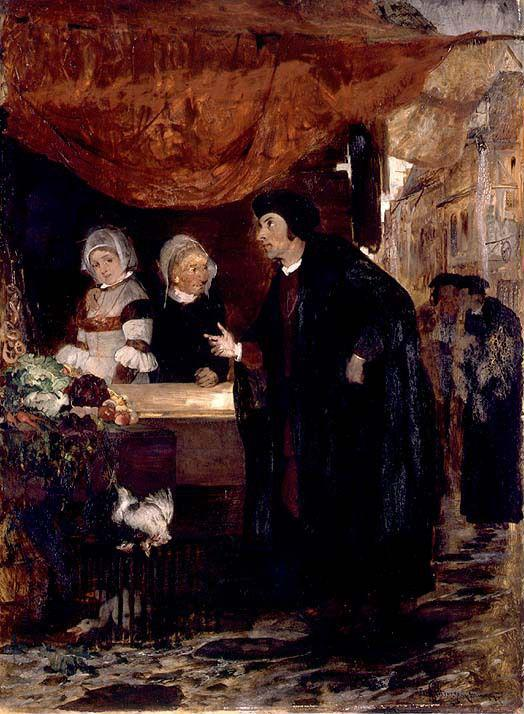
Встреча Эрика Валкендорфа[дат.], Сигбрит Виллумс[англ.] и Дивеке в Бергене